# Praca przymusowa Niemców w Związku Radzieckim

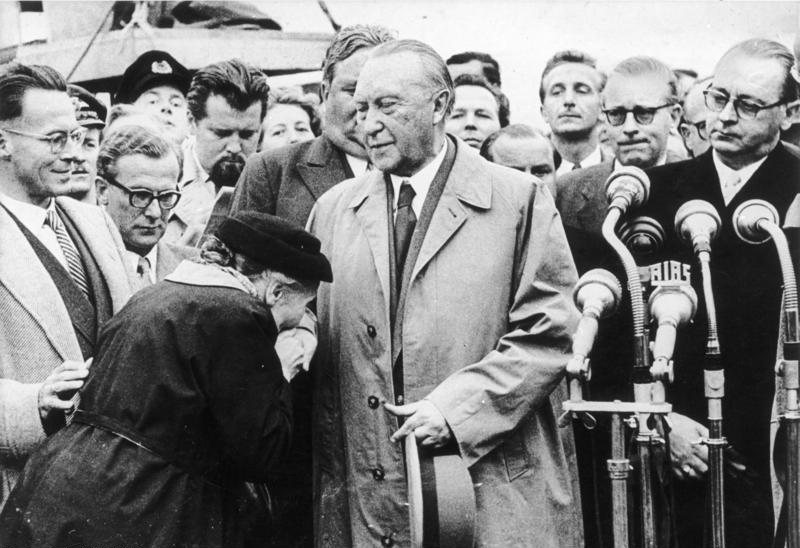
Matka jeńca dziękuje kanclerzowi Konradowi Adenauerowi po jego powrocie z Moskwy we wrześniu 1955. Dzięki negocjacjom udało mu się zwolnić 15 tysięcy Niemców pracujących przymusowo w ZSRR

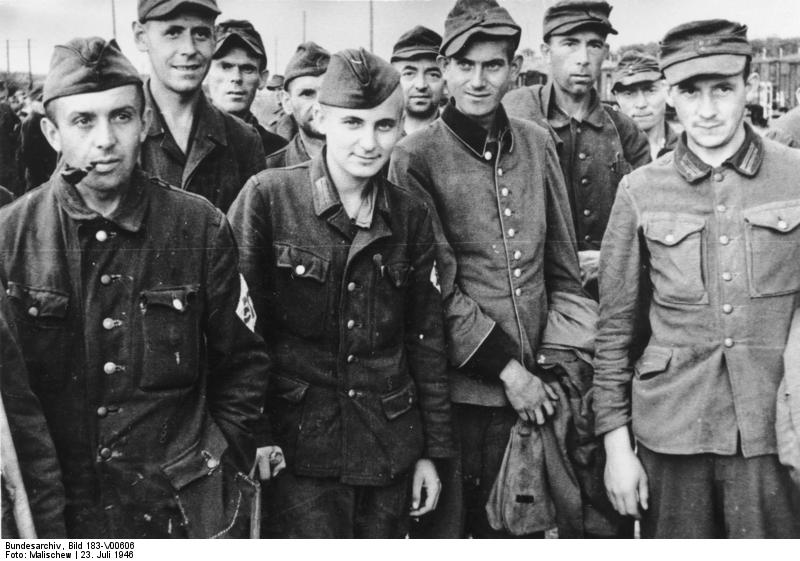
Niemieccy jeńcy wracający z radzieckiej niewoli w obozie Heimkehrerlager Gronenfelde we Frankfurcie nad Odrą (23 lipca 1946)

Praca przymusowa Niemców w Związku Radzieckim była częścią reparacji wojennych, jakich Związek Radziecki domagał się ze strony III Rzeszy po zakończeniu II wojny światowej. Szacunku radzieckich strat spowodowanych wojną dokonała powołana w lipcu 1944 Komisja Państwowa. Propozycję odebrania części reparacji wojennych w formie pracy jeńców wysunął wobec mocarstw zachodnich Iwan Majski. Uwzględniono ją na konferencji jałtańskiej, gdzie ustalono trzy formy odszkodowań dla ZSRR: z jednorazowej konfiskaty części niemieckiego majątku narodowego, rocznych dostaw towarów z produkcji bieżącej oraz pracy niemieckich jeńców.
Organizację deportacji powierzono dowództwu Armii Czerwonej. Rozpoczynano ją zazwyczaj po 2-3 tygodniach od zdobycia ziem zamieszkiwanych przez ludność niemiecką. Deportowanych kierowano głównie do pracy w kopalniach w Donbasie, Zagłębiu Kemerowskim i Kazachstanie, fabrykach zbrojeniowych, kołchozach i innych ośrodkach w Azji Środkowej, Syberii, Gruzji i in. 
Liczba deportowanych jest trudna do oszacowania. Z terenów byłej III Rzeszy przyłączonych w 1945 do Polski Ludowej wywieziono ok. 218 tys. osób pochodzenia niemieckiego lub o takie pochodzenie podejrzewanych, w tym Górnoślązaków, ponadto dokonywano deportacji Niemców z terenów Jugosławii, Rumunii i innych państw.
Jeńców tych stopniowo zwalniano, pierwszych jeszcze w 1945 roku, ostatnich oficjalnie w 1948, choć zdarzały się przypadki późniejszych powrotów z zesłania. Około połowy przymusowych pracowników straciło życie w radzieckiej niewoli.